# Leiverbach
Der Leiverbach ist ein rechter Nebenfluss der Wupper in Hückeswagen im nordrhein-westfälischen Oberbergischen Kreis.

## Geographie

### Verlauf
Der Leiverbach entspringt im Hückeswagener Ortsteil Oberbeck auf etwa 355 m ü. NHN. Von dort fließt er in südwestlicher Richtung und durch das etwa 92,0 ha große Naturschutzgebiet Leiverbachtal und Talhänge. Er mündet nach etwa 3,0 km langem Lauf auf etwa 253 m ü. NHN westlich der Pixbergermühle in die Wuppertalsperre und damit in die Wupper.  Sein ungefähr 3 Kilometer langer Lauf endet etwa 102 Höhenmeter unterhalb seiner Quelle, er hat somit ein mittleres Sohlgefälle von circa 34 ‰.

### Einzugsgebiet
Sein langgezogen spindelförmiges Einzugsgebiet in den Wupper-Ennepe-Hochflächen ist etwa 2,8 km² groß und wird durch ihn über die Wupper und den Rhein zur Nordsee entwässert. 
Es umfasst neben dem Talhangwald auch seitliche Hügelrücken mit einem Mosaik aus wenigen kleinen Waldstücken, Äckern und vor allem Wiesen mit einigen kleinen Streusiedlungsorten dazwischen.

### Zuflüsse
Von der Queller zur Mündung
- Mittelbeck (rechts), 0,8 km, 	0,52 km², 13,88 l/s
- Niederbeck (rechts), 0,1 km
- Neuenherweger Bach (links), 0,5 km
- Kormannshauser Bach (rechts), 0,4 km
- Wellerholzbach (links), 0,6 km
- Leiversiepen (links), 0,3 km
- Lochsiepen (links), 0,3 km
- Kormannssiepen  (rechts), 0,4 km
- Pixsiepen  (links), 0,3 km
- Pixmühlensiepen  (links), 0,3 km